# Orszaneć
Orszaneć (ukr. Оршанець) – osiedle na Ukrainie, w obwodzie czerkaskim, w rejonie czerkaskim, w hromadzie Czerkasy. W 2001 liczyło 795 mieszkańców, spośród których 660 wskazało jako ojczysty język ukraiński, 119 rosyjski, 1 mołdawski, 1 bułgarski, 6 białoruski, 2 inny, a 6 osób się nie zadeklarowało.